# Josephine Pucci
Josephine Pucci, född den 27 december 1990 i Queens, New York i USA, är en amerikansk ishockeyspelare.
Hon tog OS-silver i damernas ishockeyturnering i samband med de olympiska ishockeytävlingarna 2014 i Sotji.